# Zgodovinska obdobja evropske umetne glasbe
Zgodovinska obdobja evropske umetne glasbe. 
Pregled glasbenih obdobij z okvirnimi letnicami nastanka in nehanja se nanaša na izrazite značilnosti, po katerih lahko glasbo prepoznamo. Razvoj glasbene kompozicije v evropskem prostoru je potekal zvezno; medtem ko so nekateri skladatelji že pisali skladbe z značilnostmi novega obdobja, so drugi še vedno pristajali na »konzervativni« (starejši) stil. Vsekakor je glasba, tako kot tudi znanost in druge umetnosti, dobila največ novih obrazov v 20. stoletju. To lahko razumemo kot posledico vsesplošnega razvoja tehnologije in komunikacije ter vse hitrejših kulturnih sprememb na globalni ravni.
V skladbah 20. in 21. stoletja lahko tudi zasledimo stilne značilnosti prejšnjih obdobij in jih v današnjem času imenujemo s pridevkom neo (novi). Poleg slavnega neoklasicizma so v 20. stoletju še gibanja, imenovana neorenesansa, neobarok, neoromantika itd.

Zgodovino evropske glasbe glede na razvoj skladateljskih sredstev delimo na štiri obdobja:
1. Obdobje izključnega enoglasja, ki v grobem obsega 1. tisočletje našega štetja. Začetki večglasja sicer segajo pred leto 1000, prav tako pa tudi razvoj enoglasja poteka še dolgo v drugo tisočletje.
2. Obdobje melodičnega večglasja, v grobem od leta 1000 do 1600.
3. Obdobje konsonančne harmonske glasbe približno od leta 1600 do 20. stoletja, ko je polagoma začela igubljati klasične harmonske lastnosti.
4. »Nova glasba«, ki bo svoje kolektivno poimenovanje prejela v časovnem zamiku, prav tako, kot se je to zgodilo pri ostalih obdobjih. Zgodovinsko so se namreč vse umetnostne smeri v času svojega poteka označevale kot »moderne«.

Glasba je, podobno kot druge umetnostne zvrsti, prepoznavna po svojem slogu, ki se nanaša na evropska kulturna obdobja:
- srednji vek (476-1400)
  - ars antiqua (1200-1300)
  - ars nova (1300-1400)
    - trecento
    - ars subtilior (konec 14. stoletja)
- renesansa (1400-1600)
- barok (1600-1750)
- rokoko
- klasicizem (1750-1827)
- romantika (1827-1910)
- resna glasba 20. stoletja (1900-21. stoletje)
  - impresionizem
  - ekspresionizem
  - serialna glasba
  - neoklasicizem
  - modernizem
  - minimalizem
  - elektroakustična glasba
  - postmodernizem